# Molkerei Söbbeke

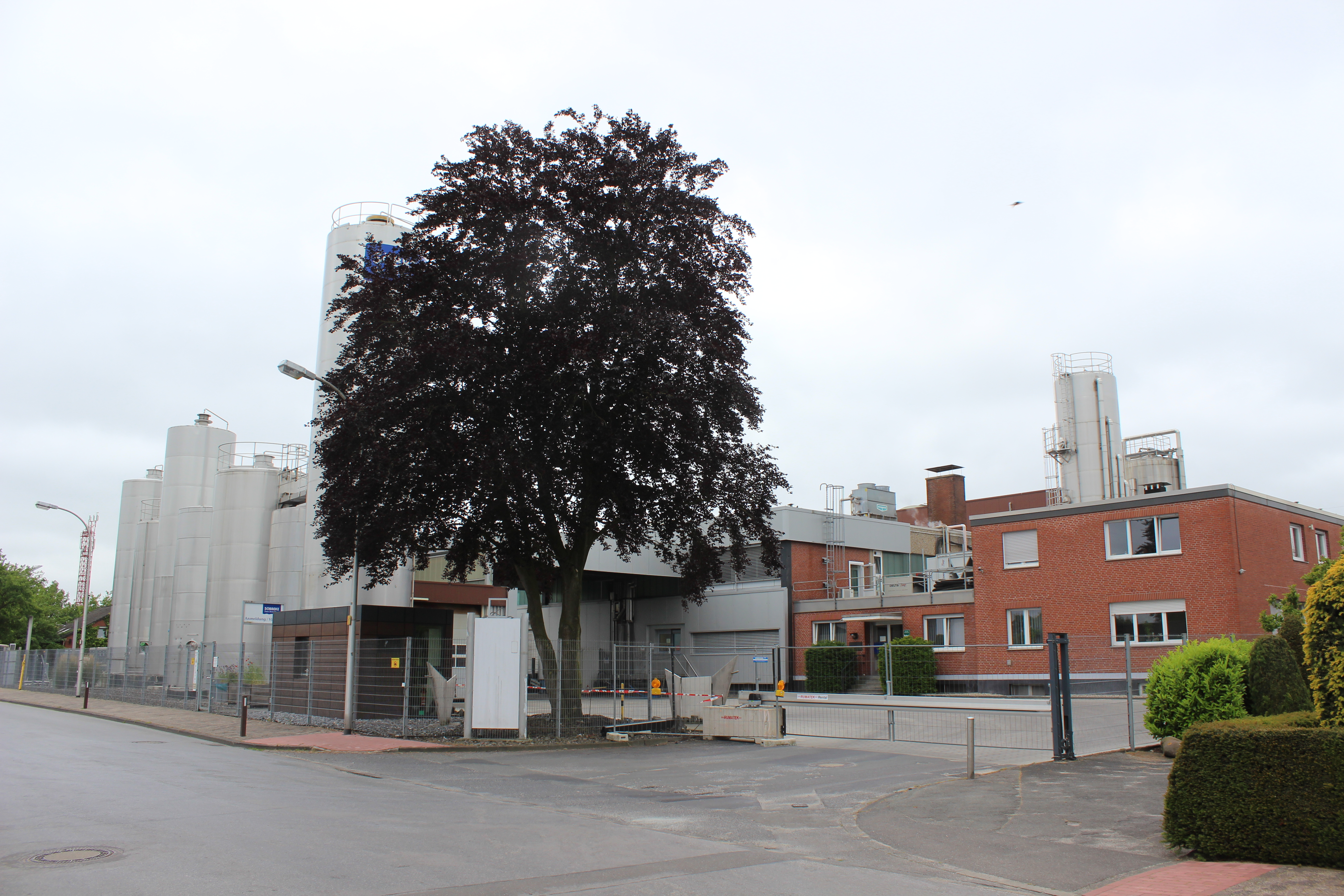
Hauptsitz in Gronau-Epe von Norden

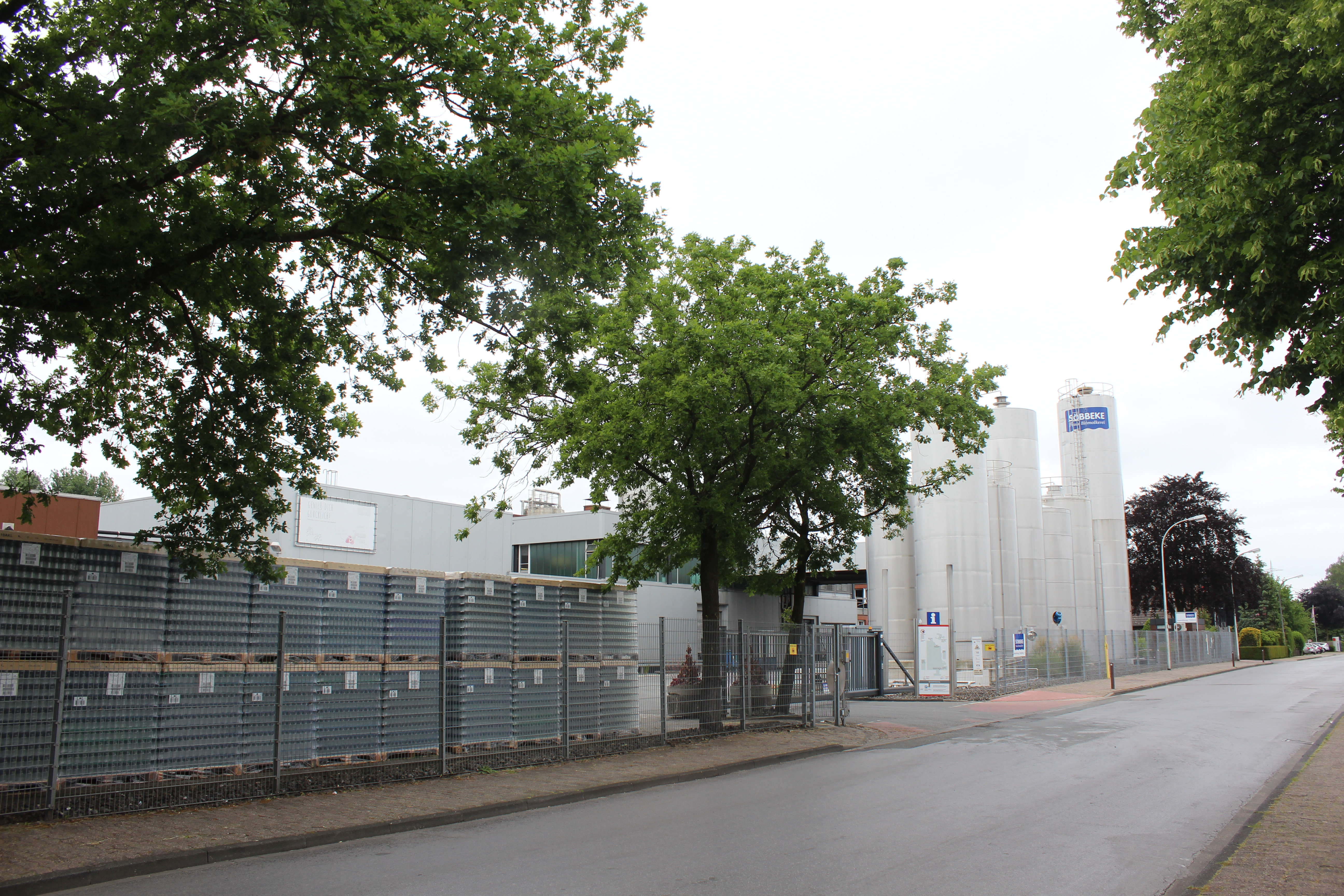
Hauptsitz in Gronau-Epe von Süden

Die Molkerei Söbbeke GmbH ist eine Molkerei mit Sitz im westfälischen Gronau-Epe. Zusammen mit der Andechser Molkerei Scheitz deckt sie einen Großteil des deutschen Marktes für Bio-Milchprodukte ab. Söbbeke verarbeitet Milch von rund 130 Höfen in Nordrhein-Westfalen und Niedersachsen.

## Geschichte
Das Unternehmen geht zurück auf eine Molkerei, die 1900 von einer Vereinigung niederländischer Milchbauern ins Leben gerufen worden war. 1929 gründeten die Brüder Heinrich und Franz Rogge die Molkerei Gebrüder Rogge. 1950 ging die Geschäftsführung an Heinrich Söbbeke und seine Frau Hildegard (geb. Rogge) über. Fünf Jahre nach Heinrich Söbbekes Tod 1973 trat sein Enkelsohn Paul Söbbeke in die Geschäftsführung ein. 1968 war die Molkerei an ihren heutigen Standort in Gronau-Epe umgezogen.
1988 gründete Paul Söbbeke parallel zum Betrieb der Molkerei Gebrüder Rogge den heutigen Bio-Betrieb Molkerei Söbbeke. Unter demselben Dach wurde somit weiter auch konventionelle Milch verarbeitet, etwa für Südmilch und Campina. 2003 stieg Söbbeke dann ganz aus der Verarbeitung konventioneller Milch aus und wurde somit nach eigener Aussage die erste reine Bio-Molkerei Deutschlands.
1995 wurde mit Eröffnung des Käsereiwerks in Rosendahl-Holtwick ein weiterer Standort und ein neuer Produktzweig erschlossen. In den 1990er Jahren stieg Söbbeke in den Lebensmitteleinzelhandel ein und legte damit das Fundament für weiteres Wachstum. 2012 ließ sich Söbbecke vom TÜV Rheinland als erstes Unternehmen mit dem Nachhaltigkeitsstandard „ZNU – Nachhaltiger Wirtschaften Food“ der Universität Witten/Herdecke zertifizieren.
2013 übernahm der französische Konzern Savencia die Mehrheit an Söbbeke. Savencia war bereits seit 1999 an der Molkerei Andechser Scheitz beteiligt. Mit Verweis auf Falschangaben im entsprechenden Kontrollverfahren führte das Bundeskartellamt später ein Entflechtungsverfahren durch; denn gemeinsam hätten Andechser und Söbbeke weit über 50 % des Marktes für Bio-Milchprodukte abgedeckt und somit „auf mehreren Märkten“ den Wettbewerb spürbar beeinträchtigt. Das Verfahren wurde schließlich eingestellt, nachdem Savencia 2015 seine Beteiligung an Andechser aufgab.

## Produkte
Neben diversen Varianten von Frischmilch, Naturjoghurt, Quark und Schlagsahne hat Söbbeke vor allem Fruchtjoghurt und Desserts im Angebot. Letztere Sparte, die in den 1990er Jahren begründet wurde, bildet mittlerweile einen Schwerpunkt. Käse vertreibt Söbbeke in über einem Dutzend Sorten. Auf dem veganen Sektor gibt es seit 2021 erste Joghurts auf Kokosbasis.
Nach eigenen Angaben hält Söbbeke seine Produkte seit 2005 von zusätzlichen Aromastoffen frei.
Die Zulieferer sind jeweils Bioland-, Naturland- oder Demeter-zertifiziert. Demeter-gerechte Erzeugnisse werden dabei in separaten Produktlinien angeboten.
Schwerpunkt der Vermarktung ist Norddeutschland. Im Lebensmitteleinzelhandel sind Söbbeke-Produkte auch unter anderen Handelsmarken vertreten, z. B. bei Edeka und Kaufland.

## Auszeichnungen
1998 und 2003 wurden jeweils Joghurt-Entwicklungen von Söbbeke zum „Produkt des Jahres“ auf der BIOFACH gewählt.
2008 und 2013 wurde Söbbeke vom Fachblatt Lebensmittel Praxis jeweils mit dem Titel „Biomarke des Jahres“ in Gold geehrt.
Bei den World Cheese Awards 2023 errang Söbbeke mit dem Käse „Uriger Hannes“ die Auszeichnungsstufe „Super Gold“. Preise erhielt Söbbeke dort außerdem für Bärlauchkäse (2002), „Münsterländer Grienkenschmied“ (2007) sowie Altbierkäse (2024).